# Canal+ Dokument
Canal+ Dokument, anciennement Canal+ Discovery, est une chaîne de télévision polonaise du groupe NC+. Elle ne diffuse que des documentaires.

## Histoire
En janvier 2014, ITI Neovision annonce son intention de lancer trois nouvelles chaînes sportives.(Sport2, Sport3 et Liga+). Le 9 avril 2015, ITI Neovision annonce ne pas lancer Canal+ Sport3 mais une version de décalage de deux heures de Canal+ (Canal+ [+2]). Son lancement était à un stade avancé, apparaissant dans des clips promotionnels pour les 20 ans de NC+, avant que ITI Neovision ne la remplace par Canal+ Discovery. Cette dernière est lancée le 11 mai 2015. Une version de décalage d'une heure de Canal+ est tout de même lancé en remplacement de Canal+ Family 2.
Le 1er juin 2019, le nom de la chaîne a changé pour Canal+ Dokument en raison de l'expiration du contrat entre TVN Discovery Polska et ITI Neovision, alors que Discovery est toujours actionnaire minoritaire du diffuseur de la chaîne.

## Logo
| Description                                                                             | Logo |
| --------------------------------------------------------------------------------------- | ---- |
| Logo du projet Canal+ [+2], annulé avant son lancement et remplacé par Canal+ Discovery |      |
| Logo de Canal+ Discovery du 11 mai 2015 au 1er juin 2019                                |      |
| Logo de Canal+ Dokument depuis le 1er juin 2019                                         |      |